# Asociación de Fútbol Profesional del Azuay
La Asociación de Fútbol Profesional del Azuay es un subdivisión de la Federación Deportiva del Azuay en el Ecuador. Funciona como asociación de equipos de fútbol dentro de la Provincia del Azuay. Bajo las siglas AFA, esta agrupación está afiliada a la Federación Ecuatoriana de Fútbol.
| Equipos de Primera División | Equipos de Primera División | Equipos de Primera División | Equipos de Primera División | Equipos de Primera División | Equipos de Primera División | Equipos de Primera División | Equipos de Primera División | Equipos de Primera División | Equipos de Primera División | Equipos de Primera División |
| Serie A de Ecuador          | Serie A de Ecuador          | Serie A de Ecuador          | Serie A de Ecuador          | Serie A de Ecuador          | Serie A de Ecuador          | Serie A de Ecuador          | Serie A de Ecuador          | Serie A de Ecuador          | Serie A de Ecuador          | Serie A de Ecuador          |
| .                           | Equipo                      | Ciudad Sede                 | Estadio                     | Títulos Serie A             | Títulos Serie B             |                             |                             |                             |                             |                             |
| --------------------------- | --------------------------- | --------------------------- | --------------------------- | --------------------------- | --------------------------- | --------------------------- | --------------------------- | --------------------------- | --------------------------- | --------------------------- |
| 1                           | Club Deportivo Cuenca       | Cuenca                      | Alejandro Serrano Aguilar   | 1                           | 2                           |                             |                             |                             |                             |                             |
| Serie B de Ecuador          |                             |                             |                             |                             |                             |                             |                             |                             |                             |                             |
| 1                           | Gualaceo Sporting Club      | Gualaceo                    | Jorge Andrade Cantos        | 0                           | 0                           |                             |                             |                             |                             |                             |

| 1  | Círculo Cruz del Vado Social y Deportivo | Cuenca         |
| 2  | Club Deportivo Gloria                    | Cuenca         |
| 3  | Club Sociedad Deportiva El Cuartel       | Cuenca         |
| 4  | Club Deportivo Estudiantes               | Cuenca         |
| 5  | Club Social Deportivo Tecni Club         | Cuenca         |
| 6  | Club Deportivo Estrella Roja             | Cuenca         |
| 7  | Atenas Fútbol Club                       | Cuenca         |
| 8  | Club Deportivo Baldor Bermeo Cabrera     | Ponce Enriquez |
| 9  | Santa Isabel Fútbol Club                 | Santa Isabel   |
| 10 | Paute Fútbol Club                        | Paute          |
| 11 | Club Deportivo San Pedro del Pongo       | Giron          |
| 12 | Cuenca Fútbol Club                       | Cuenca         |
| 13 | Liga Deportiva de Cuenca                 | Cuenca         |
| 14 | Santa Ana Sporting Club                  | Cuenca         |
| 15 | Aviced Fútbol Club                       | Cuenca         |
| 16 | Club Deportivo Propraxis                 | Cuenca         |

### Campeonatos
| Equipo                | Campeonatos | Subcampeonatos | Años campeón                                                                             |
| --------------------- | ----------- | -------------- | ---------------------------------------------------------------------------------------- |
| Liga de Cuenca        | 15          | 6              | 1972, 1974, 1985, 1987, 1988, 1990, 1995, 1996, 1998, 2002, 2004, 2005, 2007, 2010, 2023 |
| Tecni Club            | 9           | 8              | 1979, 1981, 1991, 1992, 1999, 2003, 2006, 2008, 2009                                     |
| Estudiantes           | 5           | 6              | 1975, 1977, 1978, 2000, 2021                                                             |
| Gloria                | 4           | 3              | 1989, 2018, 2019, 2020                                                                   |
| Cruz del Vado         | 4           | 1              | 1980, 1982, 1993, 2015                                                                   |
| Estrella Roja         | 3           | 5              | 1976, 1986, 2013                                                                         |
| Gualaceo S. C.        | 3           | 3              | 2011, 2012, 2014                                                                         |
| Deportivo Cuenca      | 2           | 0              | 1983, 1984                                                                               |
| Atenas F. C.          | 1           | 2              | 2016                                                                                     |
| Baldor Bermeo Cabrera | 1           | 2              | 2017                                                                                     |
| Aviced F. C.          | 1           | 0              | 2022                                                                                     |
| Cuenca F. C.          | 0           | 1              |                                                                                          |